# Rebellion 2001
Rebellion 2001 was een professioneel worstel-pay-per-viewevenement dat georganiseerd werd door World Wrestling Federation (WWF). Dit evenement was de derde editie van Rebellion en vond plaats in het Manchester Evening News Arena in Manchester op 3 november 2001.
De hoofd wedstrijd was een match voor het WWF Championship tussen de kampioen Steve Austin en The Rock. Steve Austin won de match en prolongeerde zo zijn titel.

## Resultaten
| Nr.                                                                          | Match | Winnaar(s)           |
| ---------------------------------------------------------------------------- | --- | -------------------- |
| -                                                                            | Lance Storm & Justin Credible vs. Edge en Christian vs. Billy en Chuck in een Tag team match                      | Billy en Chuck       |
| 1                                                                            | Edge (c) vs. Christian in een Steel Cage match voor het WWF Intercontinental Championship                         | Edge (c)             |
| 2                                                                            | Scotty 2 Hotty vs. The Hurricane in een één-op-één match                                                          | Scotty 2 Hotty       |
| 3                                                                            | Diamond Dallas Page vs. The Big Show in een één-op-één match                                                      | The Big Show         |
| 4                                                                            | The Dudley Boyz (c) vs. The APA vs. The Hardy Boyz in een Triangle match voor het WCW World Tag Team Championship | The Dudley Boyz (c)  |
| 5                                                                            | William Regal vs. Tajiri in een één-op-één match                                                                  | William Regal        |
| 6                                                                            | Chris Jericho (c) vs. Kurt Angle in een één-op-één match voor het WCW Championship                                | Chris Jericho (c)    |
| 7                                                                            | Torrie Wilson & Lita vs. Stacy Keibler & Mighty Molly in een tag team match met Trish Stratus als scheidsrechter  | Torrie Wilson & Lita |
| 8                                                                            | Steve Austin (c) vs. The Rock in een één-op-één match voor het WWF Championship                                   | Steve Austin (c)     |
| (c) huidige kampioen voor en na de match \| (nc) nieuwe kampioen na de match | |                      |